# Holotrichia nigrescens
Holotrichia nigrescens är en skalbaggsart som beskrevs av Moser 1916. Holotrichia nigrescens ingår i släktet Holotrichia och familjen Melolonthidae. Inga underarter finns listade i Catalogue of Life.